# عبدالله بن مسکان
 بن مسکان، (- مرگ ۱۵۰ ق، ۱۴۶ ش، ۷۶۷ میلادی) از فقهای بزرگ و راویان موثق شیعه و راوی احادیث بسیاری است. وی از اصحاب اجماع و مورد وثوق علما است.
از او نقل شده است که «اگر وارث قبل از تقسیم میراث اسلام بیاورد، سهم خود را از آن میراث خواهد داشت، و اگر بعد از تقسیم میراث، اسلام بیاورد، میراثی نخواهد داشت.»

## آثار
از عبدالله بن مسکان مجموعاً ۱۲۵۴ روایت نقل شده است و علاوه ایشان دارای آثار و تالیفاتی نیز بوده که از دو مورد آن با عنوان کتاب فی الامامة و کتاب فی الحلال و الحرام یاد می‌کنند.

## ویرایش
1. 1 2  «عبدالله بن مسکان». ویکی‌وحدت. دریافت‌شده در ۲۰۲۵-۰۲-۲۴.‏
2. ↑  «میراث غیر مسلمان». پرتال جامع علوم انسانی. دریافت‌شده در ۲۰۲۵-۰۲-۲۴.‏